# Österreichische Post
«Австрийская почта» (нем. Österreichische Post) — компания, являющаяся ведущим оператором почтовой связи в Австрии. Компания была учреждена в 1999 году после выделения почтового подразделения из состава бывшего австрийского телекоммуникационного концерна Post und Telekom Austria.

## История
Развитие почтовой связи на территории нынешней Австрии началось в давние времена.